# Бруней на Олимпийских играх
Бруней впервые принял участие в Олимпийских играх в 1988 году в Сеуле, когда направил на них одно официальное лицо, но не прислал спортсменов. Полноценное спортивное участие состоялось только через 8 лет. Также страна приняла участие в двух последующих Играх — 2000 и 2004 годов. Наиболее крупная делегация (3 человека) представляла Бруней на Играх в Лондоне и Рио-де-Жанейро.
В 2008 году Бруней не принимал участие в Играх в Пекине, потому что национальный олимпийский комитет Брунея не успел зарегистрировать двух спортсменов в Международном олимпийском комитете к требуемому сроку. В 2012 году от Брунея впервые в истории на Олимпийских играх выступила женщина — легкоатлетка Мазия Махусин.
Бруней ни разу не участвовал в зимних Олимпийских играх. Спортсмены Брунея не завоевали ни одной олимпийской медали. Национальный олимпийский комитет Брунея был создан в 1984 году и признан Международным олимпийским комитетом в том же году.

## Таблица медалей

### Летние Олимпийские игры
| Игры                | Спортсменов         | Золото              | Серебро             | Бронза              | Всего               | Место               |
| ------------------- | ------------------- | ------------------- | ------------------- | ------------------- | ------------------- | ------------------- |
| 1996 Атланта        | 1                   | 0                   | 0                   | 0                   | 0                   | —                   |
| 2000 Сидней         | 2                   | 0                   | 0                   | 0                   | 0                   | —                   |
| 2004 Афины          | 1                   | 0                   | 0                   | 0                   | 0                   | —                   |
| 2008 Пекин          | не принимал участие | не принимал участие | не принимал участие | не принимал участие | не принимал участие | не принимал участие |
| 2012 Лондон         | 3                   | 0                   | 0                   | 0                   | 0                   | —                   |
| 2016 Рио-де-Жанейро | 3                   | 0                   | 0                   | 0                   | 0                   | —                   |
| 2020 Токио          | 2                   | 0                   | 0                   | 0                   | 0                   | —                   |
| 2024 Франция        | 3                   | 0                   | 0                   | 0                   | 0                   | —                   |
| 2028 Лос-Анджелес   | будущее событие     |                     |                     |                     |                     |                     |
| 2032 Брисбен        | будущее событие     |                     |                     |                     |                     |                     |
| Итого               | Итого               | 0                   | 0                   | 0                   | 0                   |                     |